# 5e Leger (Verenigde Staten)

Insigne van het Amerikaanse 5e Leger

Het Amerikaanse Vijfde Leger (Engels: Fifth United States Army) was een Amerikaanse legerformatie tijdens de Tweede Wereldoorlog. Tegenwoordig staat de formatie bekend als de US Army North.

## Geschiedenis
Het Amerikaanse Vijfde Leger werd op 5 januari 1943 in Oujda, Frans-Marokko opgericht en verantwoordelijk gemaakt voor de verdediging van Marokko en Algerije. Ze werden ook verantwoordelijk voor de invasie van het Italiaanse vasteland. De bevelhebber van het Vijfde Leger werd luitenant-generaal Mark Wayne Clark.
In september 1943 tijdens de landingen bij Salerno kwam het Vijfde Leger voor het eerst in actie. Het Vijfde Leger bestond uit het Britse 10e Legerkorps en het Amerikaanse 6e Legerkorps. 
Tegen de tijd dat de Duitsers zich achter de Gustav-linie terugtrokken werd het Vijfde Leger versterkt met het Amerikaanse 2e Legerkorps. De eerste aanvallen op Monte Cassino mislukte. 
Het Amerikaanse 6e Legerkorps werd vervangen door het Franse Expeditiekorps onder de Franse generaal Alphonse Juin. Daarna was het 5e Leger betrokken bij de Landing bij Anzio. Op 4 juni 1944 bevrijdde het 5e Leger Rome. Kort daarna werd het 6e Legerkorps vanwege Operatie Dragoon vervangen door het Amerikaanse 4e Legerkorps. Het 5e Leger verloor ook het Franse Expeditiekorps aan het Franse Eerste Leger.   
Daarna volgde de gevechten om de Gotische Linie. In december 1944 werd generaal Clark benoemd tot bevelhebber van de 15e Legergroep en werd als bevelhebber van het 5e Leger opgevolgd door generaal Lucian Truscott. In het voorjaar van 1945 rukten het 2e Legerkorps op richting Milaan en Genoa en het 4e Legerkorps richting Verona, Vicenza en de Brennerpas. Op 2 oktober 1945 werd het 5e Leger ontbonden. 
Op 11 juni 1946 werd het 5e Leger onder bevel van generaal John P. Lucas in Chicago heropgericht. In januari 1957 werd het 5e Leger hernoemd tot de Fifth United States Army. De naoorlogse rol van het 5e Leger was dat van reserve en het opleiden van manschappen. In juni 1971 verhuisde het 5e Leger naar de huidige basis in Fort Sam Houston in Texas. In 2002 werd de naam veranderd in US Army North.